# Merzdorf
Merzdorf là một đô thị thuộc huyện Elbe-Elster, bang Brandenburg, Đức. Đô thị Merzdorf có diện tích 12,73 km², dân số thời điểm 31 tháng 12 năm 2006 là 952 người.